# FSzM Moskwa
FSzM (ros. Футбольная Школа Молодёжи, Futbołnaja Szkoła Mołodzieży) – rosyjski amatorski klub piłkarski z Moskwy, założony w 1954 roku.

## Historia
Nazwy:
- 1954—1984: FSzM Moskwa (ros. ФШМ Москва)
- 1985—1986: SK FSzM Moskwa (ros. СК ФШМ Москва)
- 1987—1989: SK ESzWSM Moskwa (ros. СК ЭШВСМ Москва)
- 1990—1991: Zwiezda Moskwa (ros. «Звезда» Москва)
- 1992—1998: TRASKO Moskwa (ros. ТРАСКО Москва)
- 1999—2008: FSzM Torpedo Moskwa (ros. ФШМ «Торпедо» Москва)
- 2009—2013: Junost' Moskwy-FSzM (ros. «Юность Москвы»-ФШМ)
- 2013—....: FSzM Moskwa (ros. ФШМ Москва)

Piłkarska drużyna FSzM Moskwa (Futbołnaja Szkoła Mołodzieży - Piłkarska Szkoła Młodzieżowa) została założona w 1954 i reprezentowała Instytut Wychowania Fizycznego w Moskwie. 
W 1955 zespół startował w rozgrywkach Pucharu ZSRR. W 1979 klub debiutował we Wtoroj lidze, strefie 1 Mistrzostw ZSRR. W 1985 zmienił nazwę na SK ESzWSM (Sportowy Klub Eksperymentalnej Szkoły Wyższego Sportowego Mistrzostwa). W latach 1990—1991 pod nazwą Zwiezda Moskwa występował w rozgrywkach Wtoroj Niższej ligi, w strefie 6.
W 1992 klub otrzymał nowych sponsorów i nazwę - TRASKO Moskwa oraz debiutował w Mistrzostwach Rosji, we Wtoroj lidze, strefie 3. W 1994 po reorganizacji systemu lig zespół spadł do Trietiej ligi, strefy 3. W 1996 klub zrezygnował z dalszych rozgrywek na szczeblu profesjonalnym i potem występował tylko w rozgrywkach lokalnych. W 1999 zmienił nazwę na FSzM Torpedo Moskwa.
Obecnie pierwsza drużyna występuje w Lidze Amatorskiej, moskiewskiej grupie A (4. poziom). Klub posiada też liczne drużyny juniorskie.

## Osiągnięcia
- 15. miejsce we Wtoroj lidze, strefie 3: 1992
- 1/64 finału w Pucharze Rosji: 1993